# Редикорцев, Владимир Владимирович
Владимир Владимирович Редикорцев (20 августа 1873 — 28 января 1942) — российский энтомолог и зоолог широкого профиля. Доктор сельскохозяйственных наук и доктор философии. Автор научных работ, лектор, профессор. Был специалистом по оболочникам и ложноскорпионам.

## Биография
Происходил из дворян. Родился в Кусинском заводе Уфимской губернии. Сын южноуральского металлурга, крупного специалиста по литейному и доменному производству Владимира Ивановича Редикорцева (6.07.1835—26.10.1879) и его жены Марии Петровны, урождённой Карпинской (18.08.1841—22.04.1923), сестры академика А. П. Карпинского.
Окончил Гейдельбергский университет (естественно-исторический факультет).
В 1912—1917 был главным редактором журнала Энтомологическое обозрение. Сотрудник Зоологического музея Санкт-Петербургской академии наук с 1913 года.
Поступив на работу в Зоологический музей, подготовил и опубликовал в 1916 году в престижной серии «Фауна России и сопредельных стран» том по оболочникам, который стал 19-м выпуском серии.
В 1918 году поочерёдно с другими зоологами исполнял обязанности директора и председателя Совета Зоологического музея Академии Наук.
В 1921 году работал в составе Беломорской партии Северной научно-промысловой экспедиции Академии наук.
В 1930 году проходил «чистку» Академии Наук.
29 марта 1934 приговорён коллегией ОГПУ к высылке на 3 года как «член эсеровской организации» и за «контр-революционную эсеровскую пропаганду» (есть также сведения о второй высылке из Ленинграда). В 1942 году скончался в блокадном Ленинграде.
29 апреля 1957 года Военным трибуналом Ленинградского Военного округа посмертно реабилитирован за отсутствием состава преступления.
В Зоомузее МГУ хранятся определённые Редикорцевым ложноскорпионы.